# Skogby, Raseborgs stad
Skogby är en mindre ort i  Raseborgs stad, i regionen Västnyland i Finland. Geografiskt ligger samhället på Hangö udd i sydvästra Finland. Skogby är en tvåspråkig ort med svenska som majoritetsspråk.

## Historia
Skogby tillhörde Tenala kommun fram till den 1 januari 1993, då den inkorporerades med Ekenäs stad. Den 1 januari 2009 sammanlades i sin tur Ekenäs stad, Karis stad och Pojo kommun till en ny kommun med namnet Raseborg.
Efter att orten i 96 år varit ett sågverkssamhälle förvandlades det 1987 till ett samhälle av arbetspendlare. Det året lade ägaren av sågverket ned sin verksamhet. I samma veva gick industrihamnen i Skogby in i törnrosasömn. År 2007 vaknade hamnverksamheten, i mindre skala, åter till liv efter tjugo års vila. Bland annat började grus skeppas ut till Estland.
Omkring tio kilometer från byn finns en nedlagd masugn, Skogby bruk. Masugnen grundades 1686 av Karl Bildsten, och lades ned 1904. Masugnen uppkallades dock inte efter ortnamnet på denna artikel utan uppkallades efter det geografiska område med samma namn som masugnen var belägen. 
Under andra världskriget låg Skogby i ena slutänden av fortifikationslinjen vid namn  Harparskoglinjen . Harparskoglinjen var en försvarslinje som byggdes av Finland längs dess gräns mot den av Sovjetunionen arrenderade marinbasen på Hangö udd. De befästningsverk som finländarna uppförde då kan ännu beskådas i Skogbytrakten.

## Övrigt
- På orten finns en idrottsförening, Skogby IK. Klubben tog under våren 2008 i bruk en nyanlagd Discgolf bana [1].
- På orten är en frivillig brandkår verksam, Skogby FBK.
- Ungdomsföreningen Skogby UF är även verksam på orten.
- På orten finns det en livsmedelsbutik och en restaurang.
- Skogby byaråd rf grundades 1993 och är en aktiv förening på orten.

## Kommunikationer
Vägar
Riksväg 25 passerar Skogby.
Järnvägar
Skogby har haft järnvägshållplats sedan Hangöbanan byggdes 1872.